# Phoebus Apollo Aviation
Phoebus Apollo Aviation — южноафриканская авиакомпания со штаб-квартирой в Джермистоне (ЮАР), осуществляющая чартерные пассажирские и грузовые перевозки по аэропортам страны и за её пределами.
Портом приписки авиакомпании является Аэропорт Рэнд, её транзитным узлом (хабом) — Международный аэропорт имени О. Р. Тамбо в Йоханнесбурге.

## Флот
По состоянию на 18 декабря 2008 года воздушный флот авиакомпании Phoebus Apollo Aviation составляли следующие самолёты:
- 2 McDonnell Douglas DC-9-32
- 1 McDonnell Douglas DC-9-34F

### Выведенные из эксплуатации
- 1 Douglas DC-4 Skymaster
- 1 ATL-98 Carvair
- 1 Douglas DC-3 Skytrain